# St. Peter und Paul (Luxemburg)

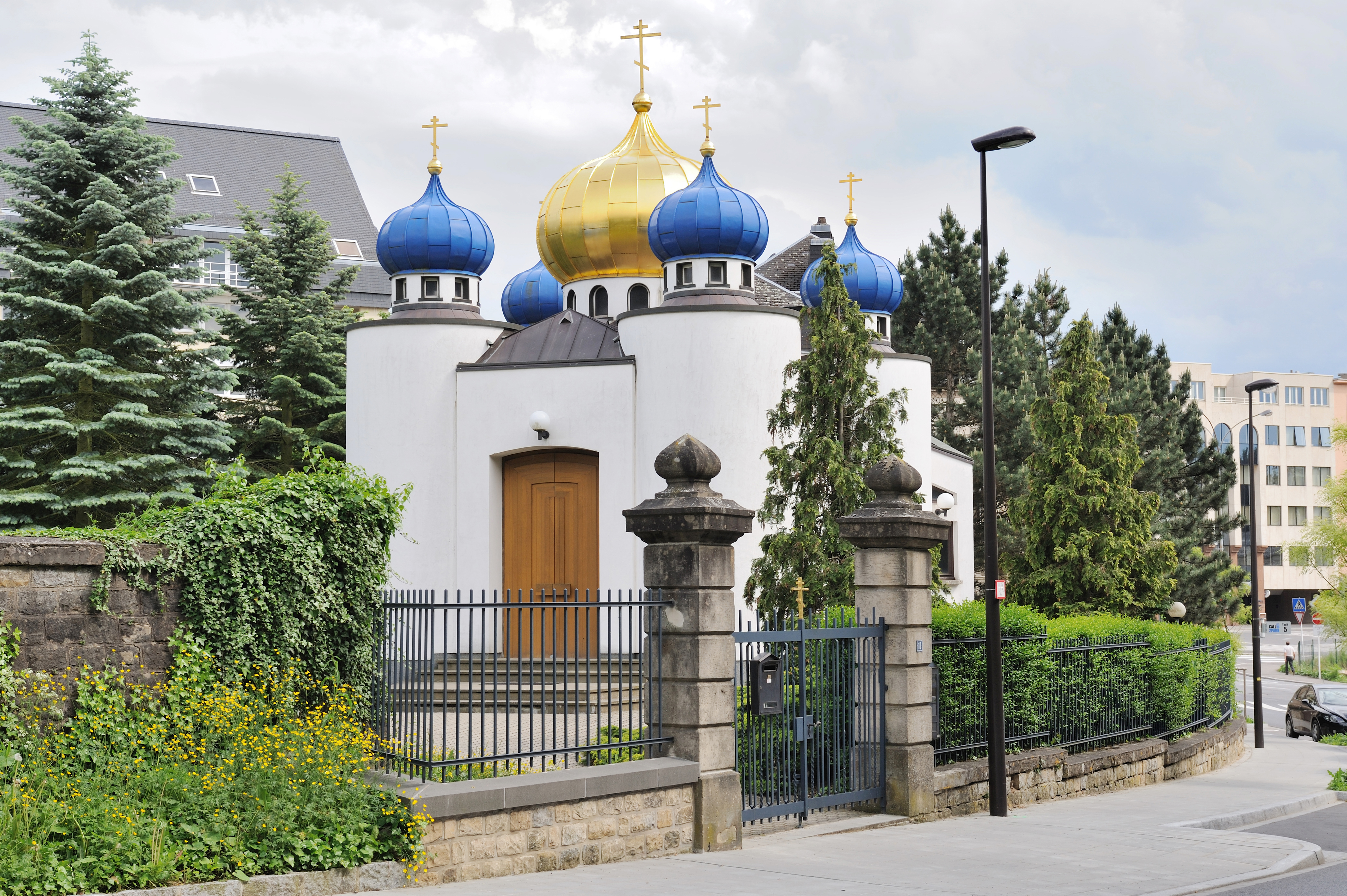
St. Peter und Paul

Die St. Peter und Paul (luxemburgisch: Russisch-orthodoxe Péiter-a-Paul Kierch zu Lëtzebuerg) ist die erste russisch-orthodoxe Kirche in Luxemburg. Sie untersteht der Jurisdiktion der Westeuropäischen Diözese der Russischen Orthodoxen Kirche im Ausland.

## Geschichte
Die ersten russischen Siedler, je nach Quelle 120 bis 300 Personen, kamen 1927 über Bulgarien, Italien und die Türkei nach Luxemburg. Es handelte sich größtenteils um die Überreste der Streitkräfte des Generals Lawr Kornilow. Die Berufssoldaten waren gezwungen, ihre Schwerter zu Pflugscharen umzuschmieden, ihre Uniformjacken abzulegen und eine Arbeit anzunehmen, um ein neues Leben in einem fremden Land zu beginnen, in dem nur die Arbeit im Steinbruch oder in der Fabrik die Familie ernähren konnte. Unter den Neuankömmlingen in den Städten Mertert und Wiltz gab es keinen Priester, aber sie hatten ihren Glauben. Der Glaube nicht nur an Gott, den Zaren und das Vaterland, sondern auch an die baldige Rückkehr in das alte Leben, in die Heimat. Im Jahr 1928 gründeten sie eine russisch-orthodoxe Gemeinde, um inbrünstig dafür beten zu können. Der erste Schritt war der Bau eines Gotteshauses, das zunächst in der Kaserne eingerichtet wurde. Hauptmann Jewgeni Treschin, dessen Familie in Russland geblieben war, übernahm nach entsprechender Ausbildung die Leitung der Gottesdienste. Das Kornilow-Kampfregiment hatte schon immer einen Chor, so dass sich sofort Sängerinnen und Sänger für den Kirchenchor fanden. Die schönste Stimme hatte Regimentskapitän Roman Puch.
Im Jahre 1975 wurde mit Genehmigung der örtlichen Behörden ein Grundstück erworben. Im Jahr 1979 legte Erzbischof Antoni (Bartoschewitsch) den Grundstein der Kirche. Der Sohn des Hauptmanns Roman Puch, Priester Sergej Puch, begann nach seiner Rückkehr aus den USA mit dem Bau der Kirche St. Peter und Paul. Das Gebäude wurde hauptsächlich mit der Hilfe von Sergej Puch, den örtlichen Gemeindemitgliedern und der Unterstützung aus Genf errichtet.
Die Kirche wurde am 12. Juli 1982 zu Ehren der Heiligen Apostel Petrus und Paulus geweiht.

## Beschreibung
Die fünf Kuppeln haben eine genaue Bedeutung: Die goldene mittlere Kuppel stellt Christus dar, die vier blauen Kuppeln stellen die vier Evangelisten dar. Es wurde auch darauf geachtet, die Merkmale und Proportionen orthodoxer Tempel zu respektieren und den Innenraum mit den Ikonen perfekt nach den Vorstellungen orthodoxer Christen zu gestalten.